# Gare de Nice-Saint-Augustin
Gare de Nice-Saint-Augustin vasútállomás Franciaországban, Nizza településen.

## Vasútvonalak
Az állomást az alábbi vasútvonalak érintik:
- Marseille–Ventimiglia-vasútvonal

## Kapcsolódó állomások
A vasútállomáshoz az alábbi állomások vannak a legközelebb:
- Gare de Nice-Ville
- Gare de Saint-Laurent-du-Var
- Gare d’Antibes